# 沙瓦尔什·卡拉佩特扬
沙瓦尔什·弗拉基米里·卡拉佩特延（羅馬化：Shavarsh Vladimiri Karapetyan，1953年5月19日—），已退役原苏联亚美尼亚蹼泳运动员，11次世界纪录保持者、17次世界冠军、13次欧洲冠军和7次苏联冠军。俄罗斯跳水协会名誉会长，荣誉苏联体育硕士，10次蹼泳世界纪录打破者，曾被授予“荣誉徽章勋章”，1982年国际奥委会授予其“公平竞赛”荣誉徽章。競賽以外，他以从一辆落入埃里温水库的无轨电车中救出20条人命的事蹟而聞名。

## 事迹

### 公车事故
1974年1月8日，沙瓦尔什·卡拉佩特延坐公共汽车从特萨夫卡德佐回埃里温的体育基地。在公交车上的时候，有超过30名乘客，其中包括运动员。大巴在陡峭的山路上行驶时发动机出现故障使巴士失控。首先注意到异常的是坐在最靠近司机的位置的卡拉佩特延。他用他的手肘打破了隔开驾驶舱和客舱的玻璃墙，企图阻止巴士落入峡谷。通过事后分析这一事件，沙瓦尔什的举动被确定是避免一场灾难唯一正确的决定。事后，当沙瓦尔什·卡拉佩特延被问及他是如何做到的时，他说出了他的那句名言：“只是因为我离得最近……”。

### 埃里温湖救援
1976年9月16日，沙瓦尔什·卡拉佩特延和同为蹼泳运动员的兄弟卡莫正沿着埃里温湖跑步，当他听到撞击的声音，看到那辆已经失控的斯柯达9Tr无轨电车从水坝墙上冲下时，卡拉佩特延刚刚完成了他惯常的距离为20公里（12英里）的训练。他在第一时间跳入水中开始救援。
无轨电车躺在水库底部离岸约25米（80英尺）深度为10米（33英尺）的地方。尽管能见度几乎为零，卡拉佩特延仍然成功游到了巴士所在的位置，由于淤泥从底部涌进车体内，他只好用腿打破了车后面的窗户。无轨电车满载92名乘客，卡拉佩特延知道他没有多少时间，他每救一个人花费约30至35秒。
卡拉佩特延设法成功营救了20人（他救出了30人，但只有20人幸存），但是这一行为也结束了他的运动生涯：他受到冷水和浑身多处伤口（被玻璃划伤）的共同影响，昏迷了45天。之后，由于湖中存有未经处理的污水而引起的败血症，以及存在于肺部的并发症阻止了他继续他的运动生涯。专家们认为，在这个世界上很少有人有体质能够完成卡拉佩特延这样的壮举。
卡拉佩特延的事迹并没有立即被予以确认。所有相关的照片被保存在地区检察官办公室，两年后才公开。他被授予“溺水拯救”奖章和“荣誉徽章勋章”。1982年10月12日，当《共青团真理报》以他的壮举发表了一篇题为《冠军的水下战》的文章后，他在苏联立刻成为一个家喻户晓的人物。这篇文章透露他就是那名救助者，这使他收到约60,000封来信。

### 火灾救人
1985年2月19日，沙瓦尔什正好路过一栋燃烧的建筑物附近，建筑物中有人被困在里面。他又一次义无反顾的投入到救援行动中去并再次受了重伤（严重烧伤），在医院治疗了很长的时间才得以康复。

## 体育记录
痊愈后，卡拉佩特延恢复了训练，并在水肺 400米项目中创造了3分6.2秒游泳的世界纪录。这是他的第十也是最后一个世界纪录。此后他无法继续运动生涯，伤病严重影响健康，并致使沙瓦尔什·卡拉佩特延被迫离开游泳运动，后来担任青年学校的教学主任。

## 家庭
卡拉佩特延有三个孩子——两个女儿和一个儿子。自1993年以来沙瓦尔什·卡拉佩特延与他的家人一起在莫斯科工作和生活。在那里他拥有一个叫做“第二次呼吸”（俄語：Второе дыхание）的制鞋作坊。

## 荣誉
- 一颗由尼古拉·切爾尼赫发现的主小行星帶小行星3027号，被以沙瓦尔什的名字命名（1986年9月MPC批准）。[10]
- 卡拉佩特延因其英勇行为获得了联合国教科文组织“公平运动员（Fair Player）”奖章[6]。
- 2007年4月24日注册的非营利组织“沙瓦尔什·卡拉佩特延基金会”在体育领域运作[9]。
- 在俄罗斯城市雷宾斯克举行的跳水比赛以他的名字命名[11]。